# Philippicollectie

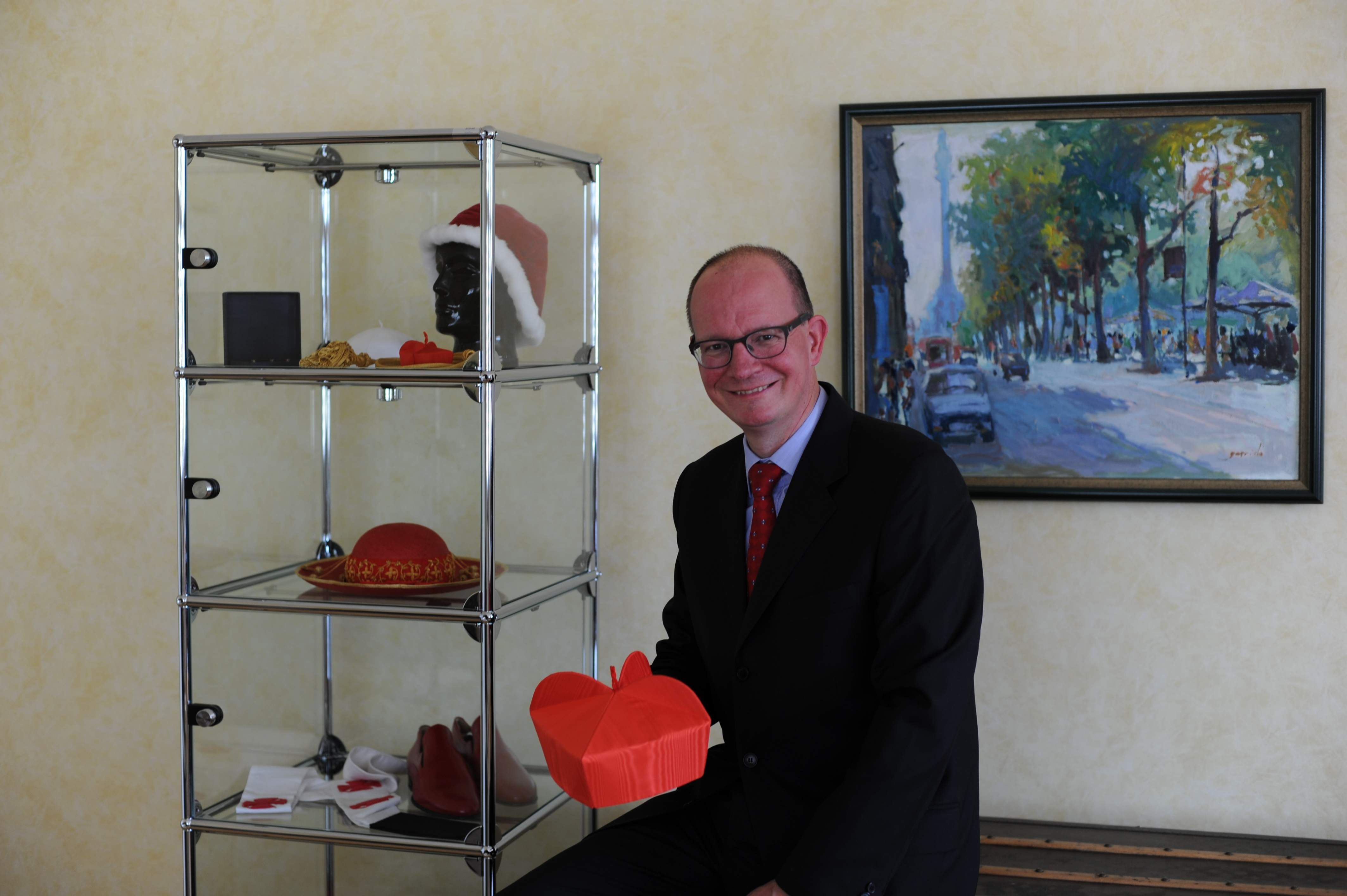
Dieter Philippi met zijn eerste verzamelstuk, een kardinaalsbiretta uit rode zijde met moiré-effect

De Philippicollectie is een verzameling hoofddeksels uit geloof, religie en spiritualiteit in  Kirkel in het Duitse Saarland. De collectie is alleen op afspraak te bezichtigen.

## Collectie

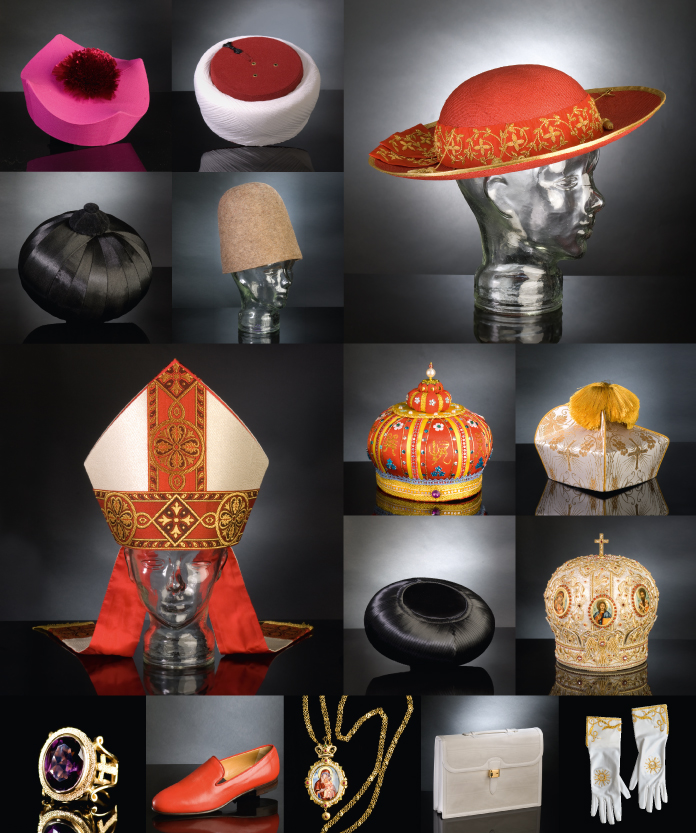
Verzamelstukken uit de Philippicollectie

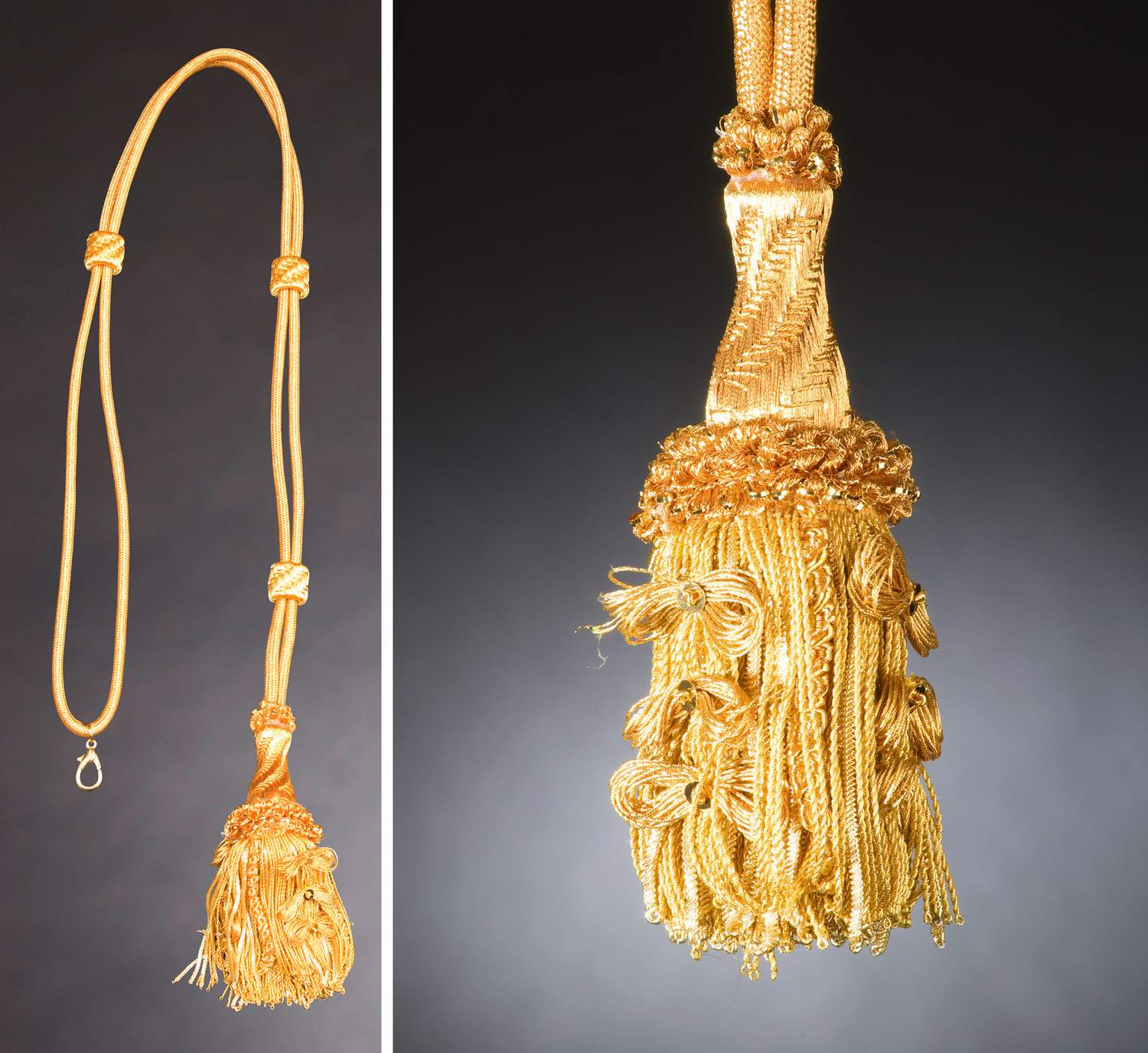
Gouden pectoraalkoord – Door de paus gedragen in de Rooms-Katholieke Kerk

De Philippicollectie is een door de ondernemer Dieter Philippi uit Saarbrücken, directielid van een telecommunicatieonderneming, samengebrachte privéverzameling.
Het zwaartepunt van de collectie wordt gevormd door meer dan vijfhonderd hoofddeksels uit christendom, islam, jodendom, caodaïsme, shintoïsme, boeddhisme, sikhisme, vrije kerken, soefisme, wederdopers en overige geloofsgemeenschappen.
Hierbij komen nog meer dan honderd voorwerpen uit het klerikale en kerkelijke leven, zoals bijvoorbeeld de schoenen van de paus, pontificale handschoenen, pallia, pectoraalkruizen, bisschopsringen, pauselijk porselein, soutanebanden, kardinaalssjalen en nog veel meer.
Daarnaast bevat de collectie 52 pectoraalkoorden, deels zeer arbeidsintensief handgemaakt uit passement. Aan deze pectoraalkoorden worden in de Rooms-Katholieke Kerk door de paus, de kardinalen, de bisschoppen en de abten hun borstkruizen (pectorale) gedragen.

## Rang en stand
Aanvankelijk hadden hoofddeksels een beschermende functie. In de loop der tijd kwam hier een onderscheidende functie bij: Aan de hand van hun hoofdbedekking werden mensen gekenmerkt naar afkomst, stand, beroep, gemeenschap en hiërarchie. Daarbij kwam vaak ook een sierfunctie.
Een blik in de wereld van de hoeden wordt geboden door de groep van religieuze en geestelijke hoofddeksels. Gedragen door de representanten en waardigheidsbekleders van hun tijd, maken zij de ingewijde betrokkenheid en rang zichtbaar. Bij veel hoofddeksels komt hierbij een sier- en imponeerfunctie, wanneer zij gemaakt zijn uit dure, zeldzame of hoogwaardige materialen, of wanneer bij de vervaardiging edelmetalen of edelstenen verwerkt zijn. De beschermende functie is daarbij van ondergeschikt belang.

## Tentoonstellingen
- Oktober 2010 tot juli 2011: Een klein deel van de collectie wordt gepresenteerd door het Deutsche Hygiene-Museum, Dresden in de tentoonstelling Kraftwerk Religion.
- Maart tot april 2011: Sparkasse Saarbrücken, in het hoofdkantoor aan de Neumarkt.

## Fotogalerij

Een selectie uit de hoofddeksels en andere voorwerpen uit de collectie Philippi
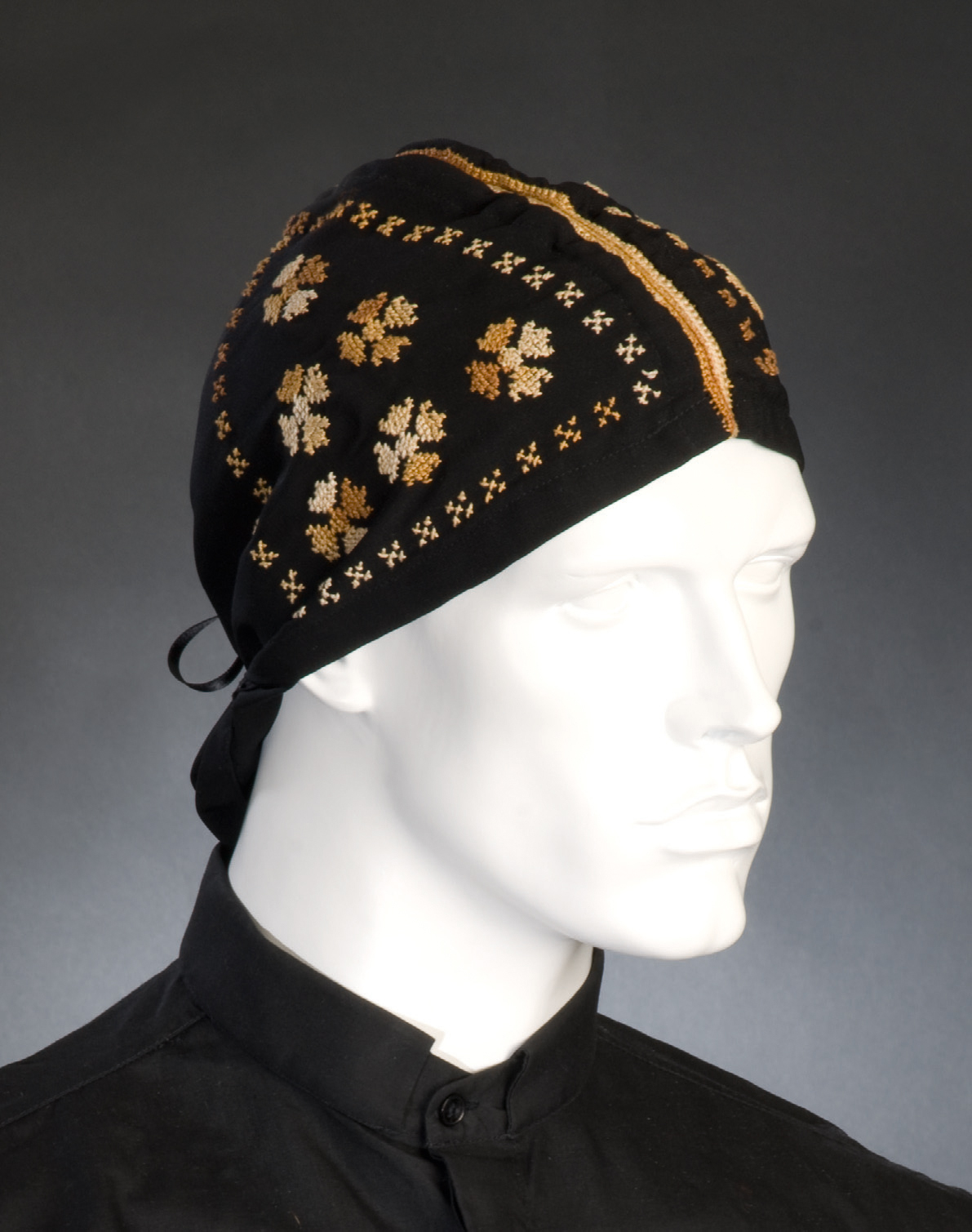
Kalansowa (Kalansoah, Qalansuwah, Kalansawa) - Gedragen in de Koptisch-Orthodoxe Kerk door bisschoppen en priesters, die tot de monnikenstand behoren
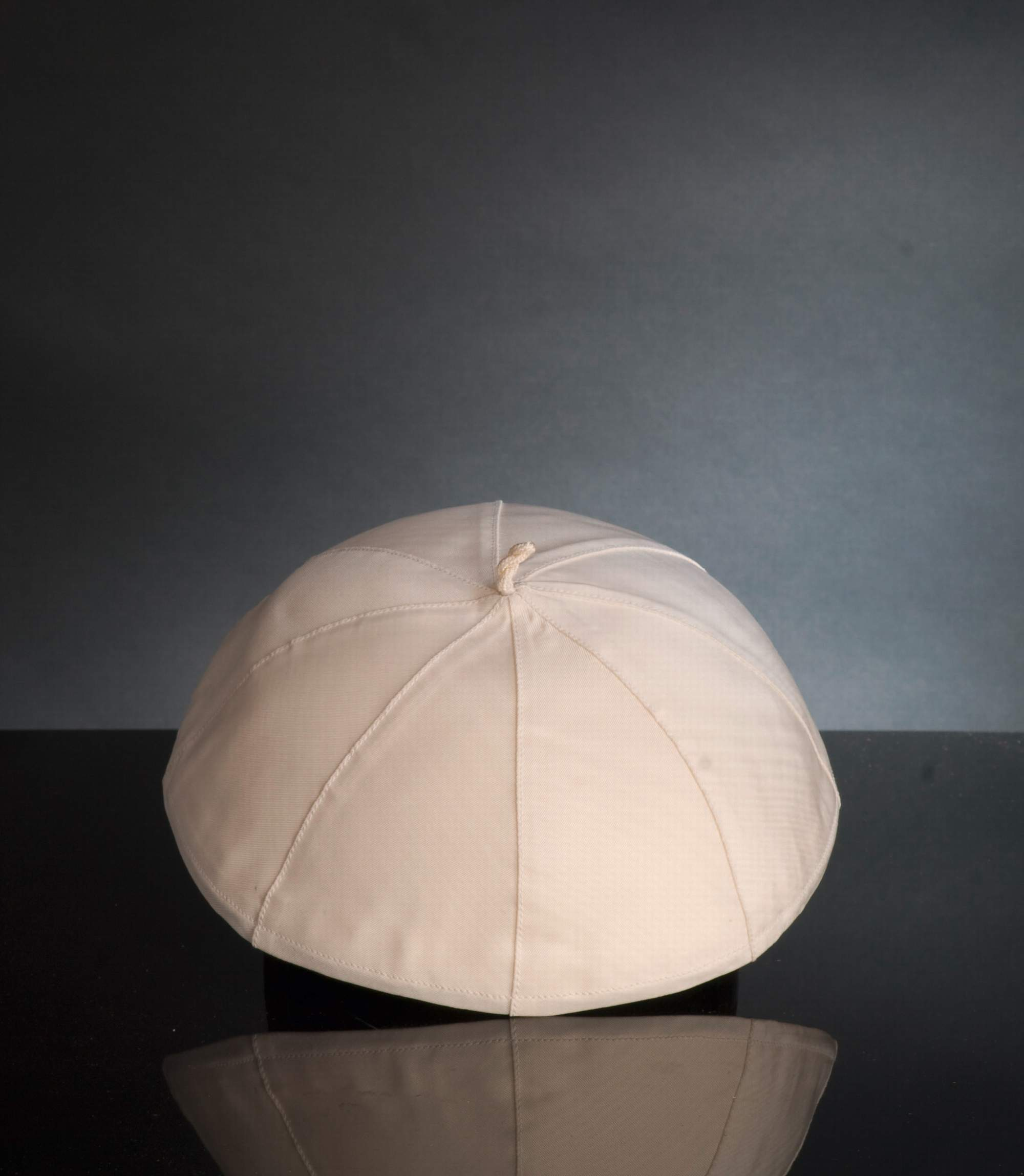
Pileolus (Soli Deo, Zucchetto, kalotje) uit witte zijde- Gedragen door de paus
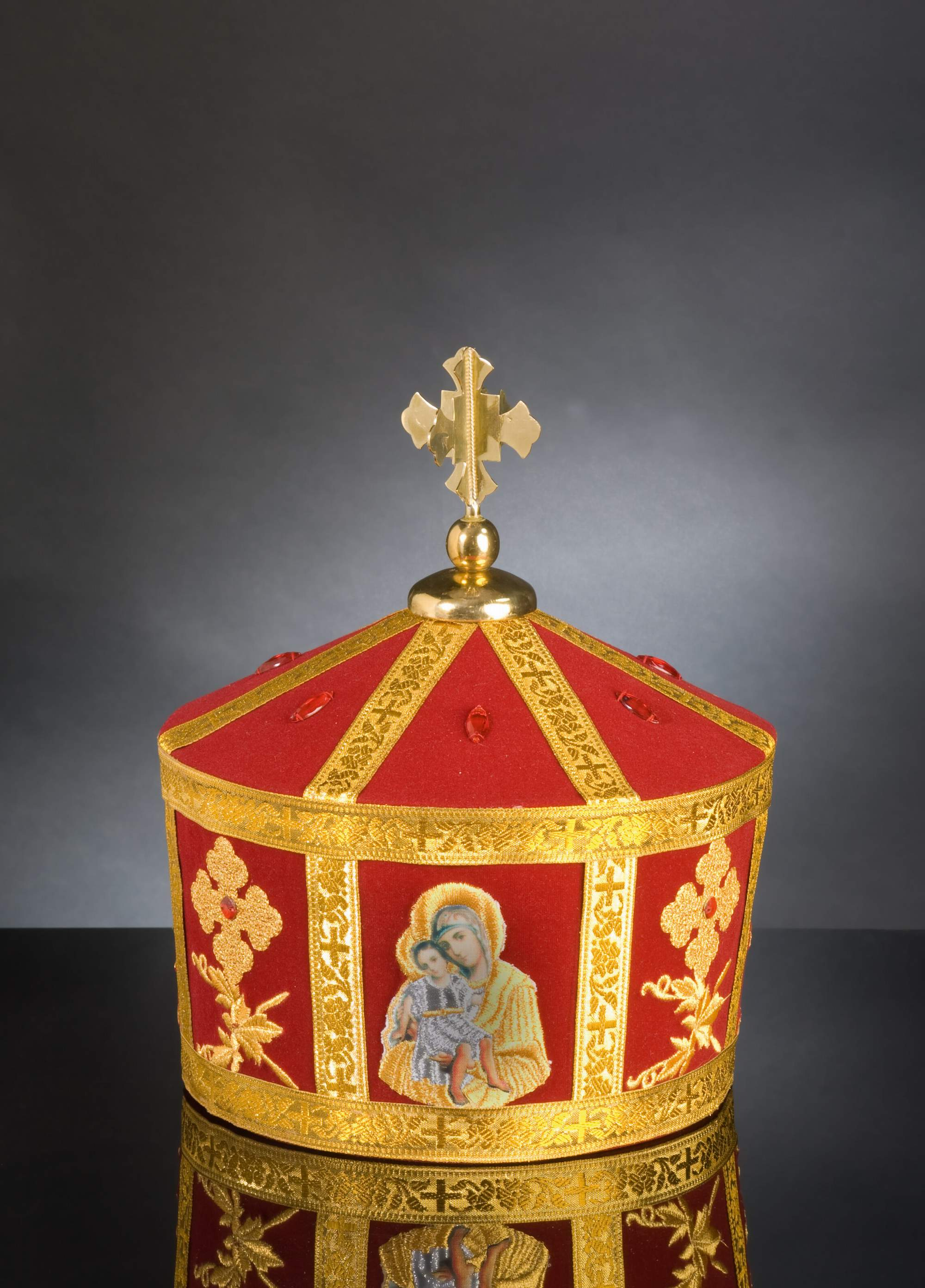
Sagharvart - Gedragen in de Armeens-Apostolische Kerk door aartspriesters
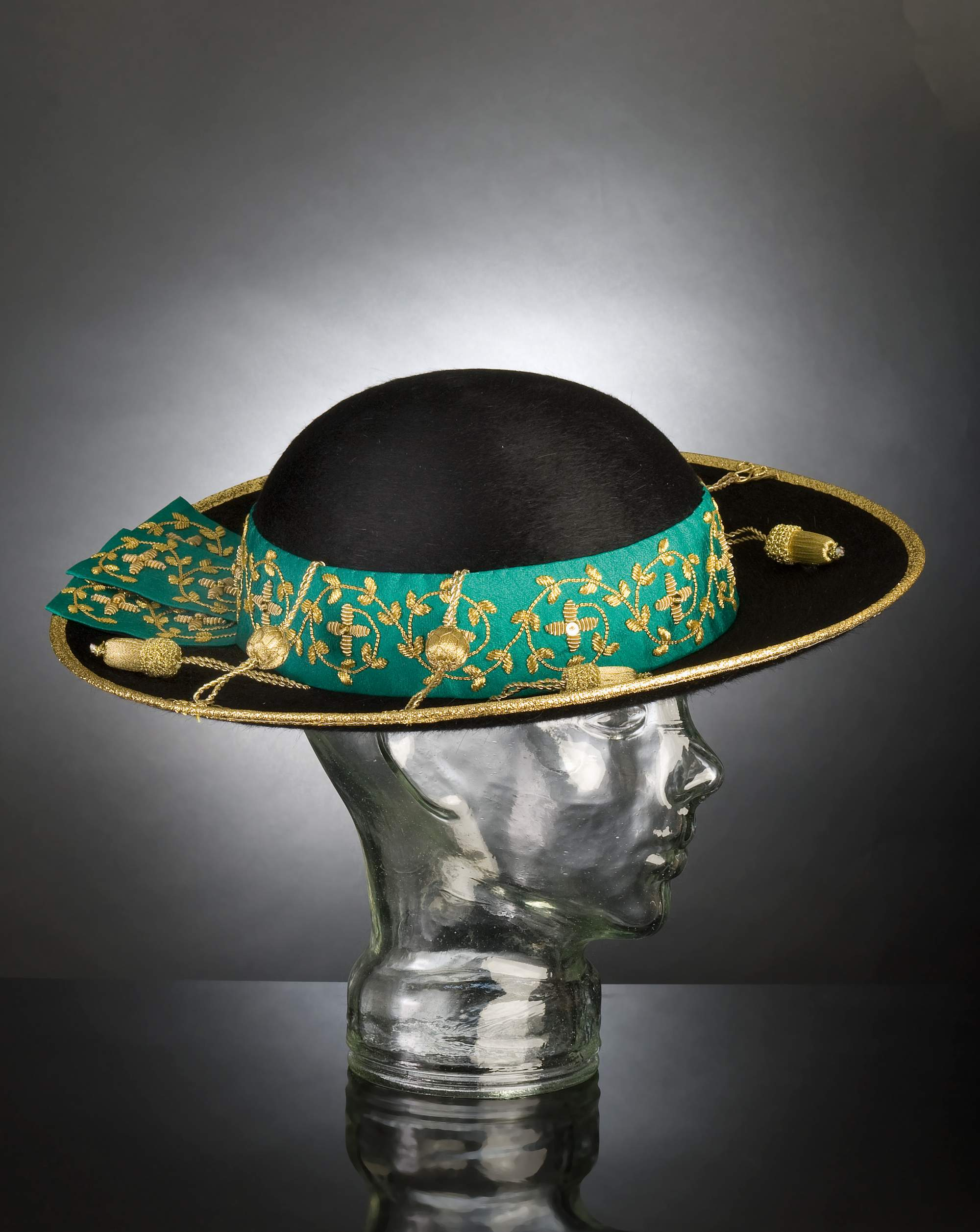
Saturno (Cappello Romano) van een aartsbisschop met kostbaar borduurwerk uit gouddraad en bouillon
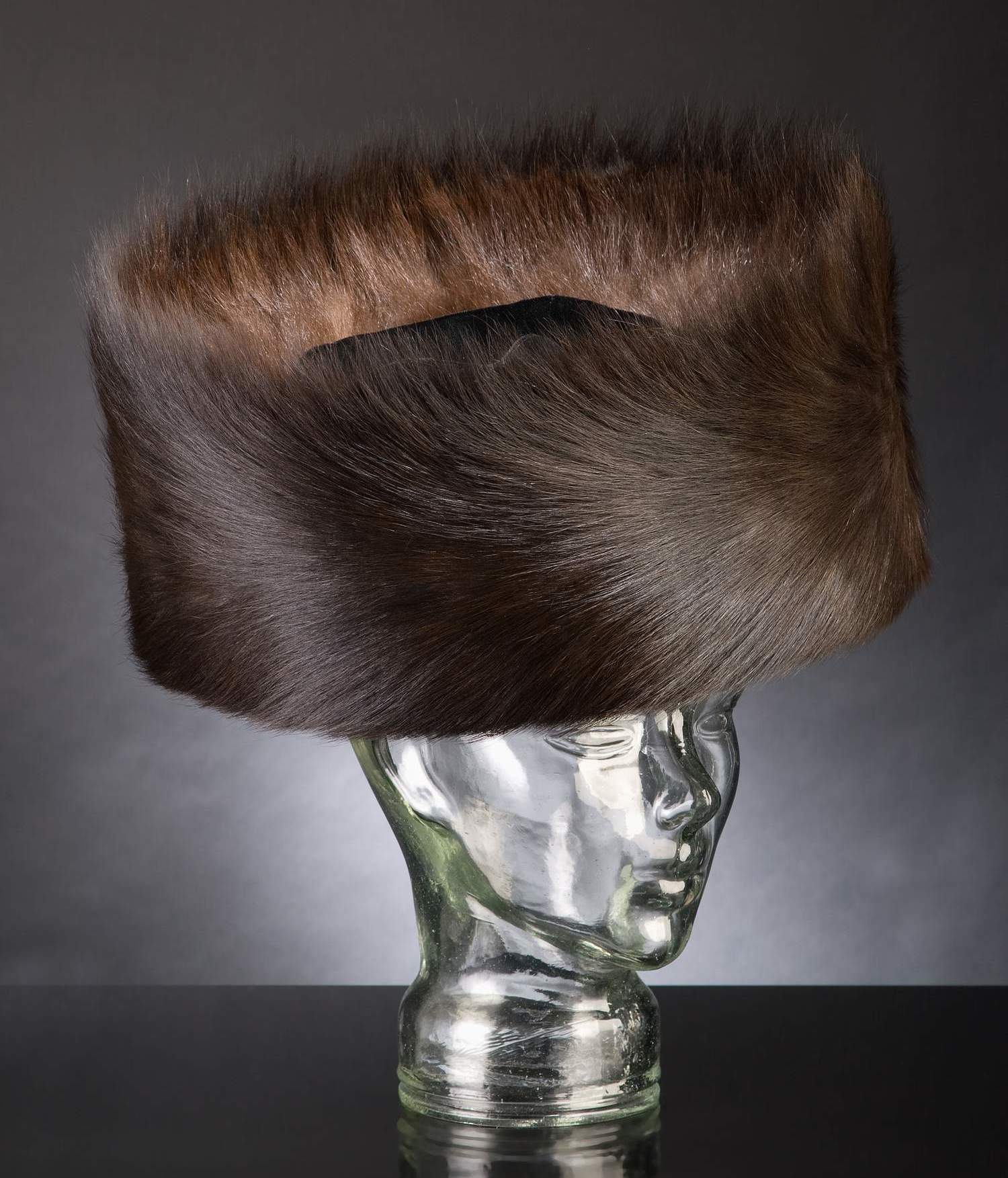
Sjtreimel - Gedragen door chassidische joden op Sabbat en op feestdagen
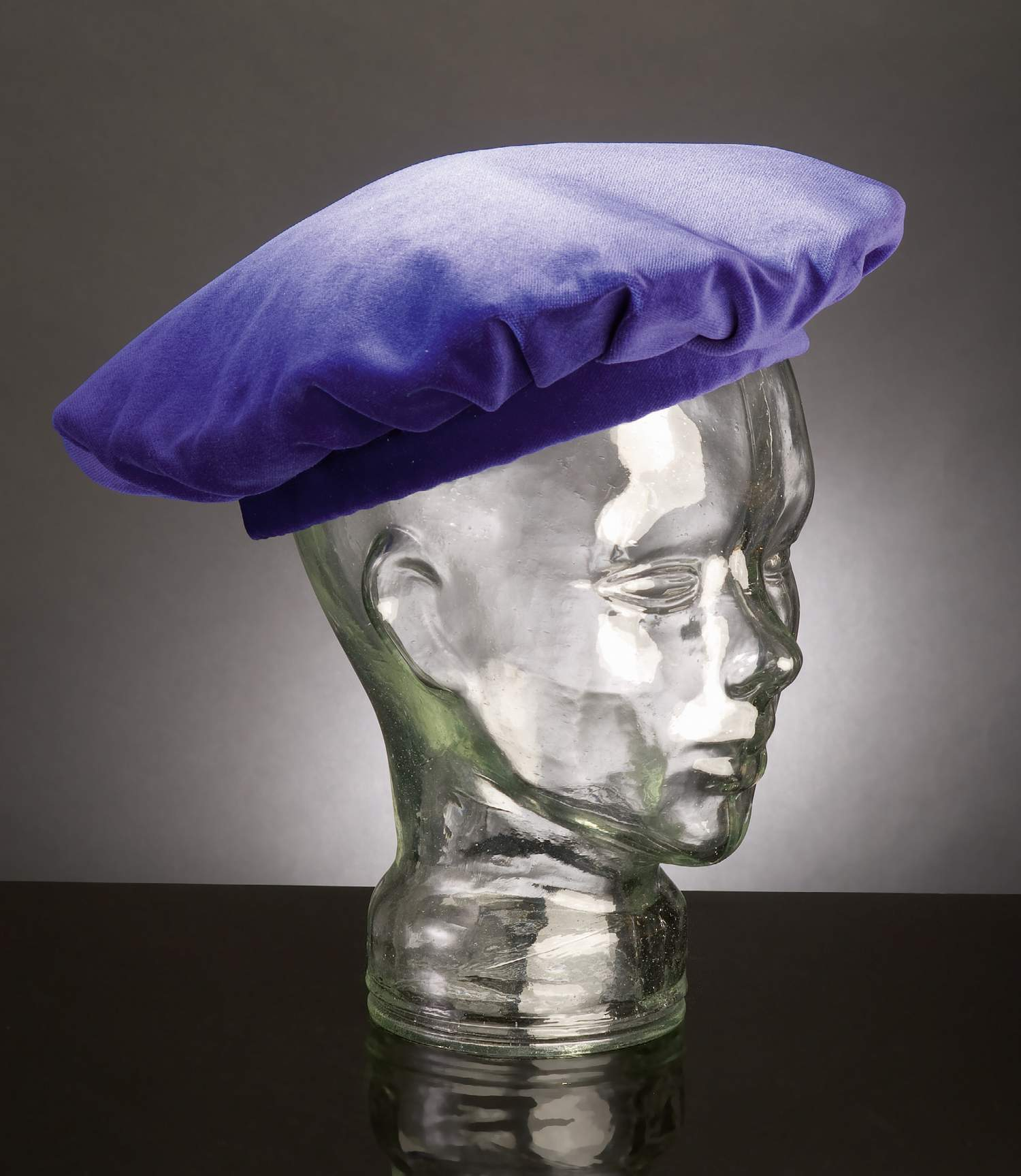
Baret Kurhessen-Waldeck – Gedragen door protestantse dominees bij de toga, voor dienst buiten de kerk
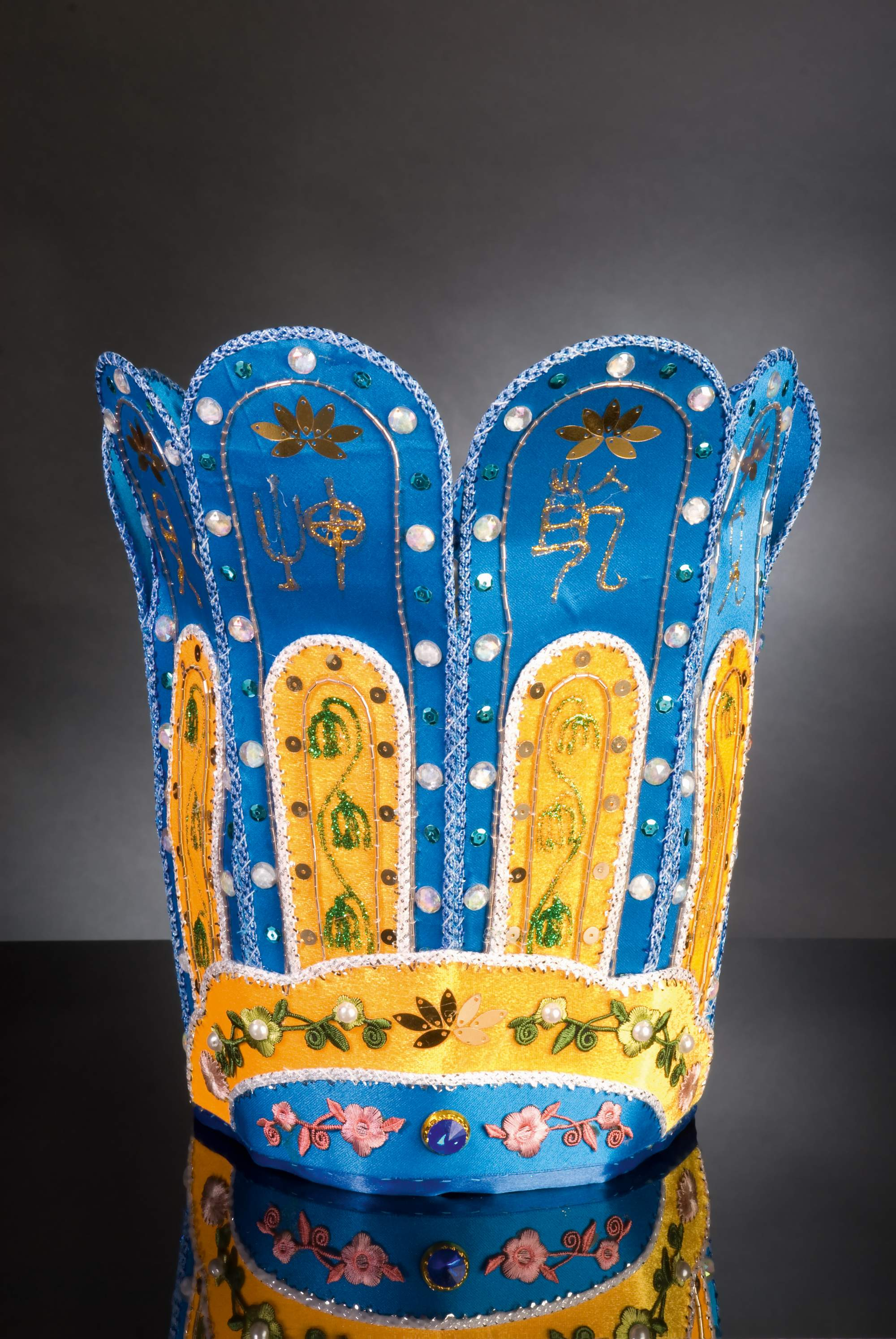
Tam Quam Mao - Gedragen in het caodaïsme door de kardinalen van de blauwe partij
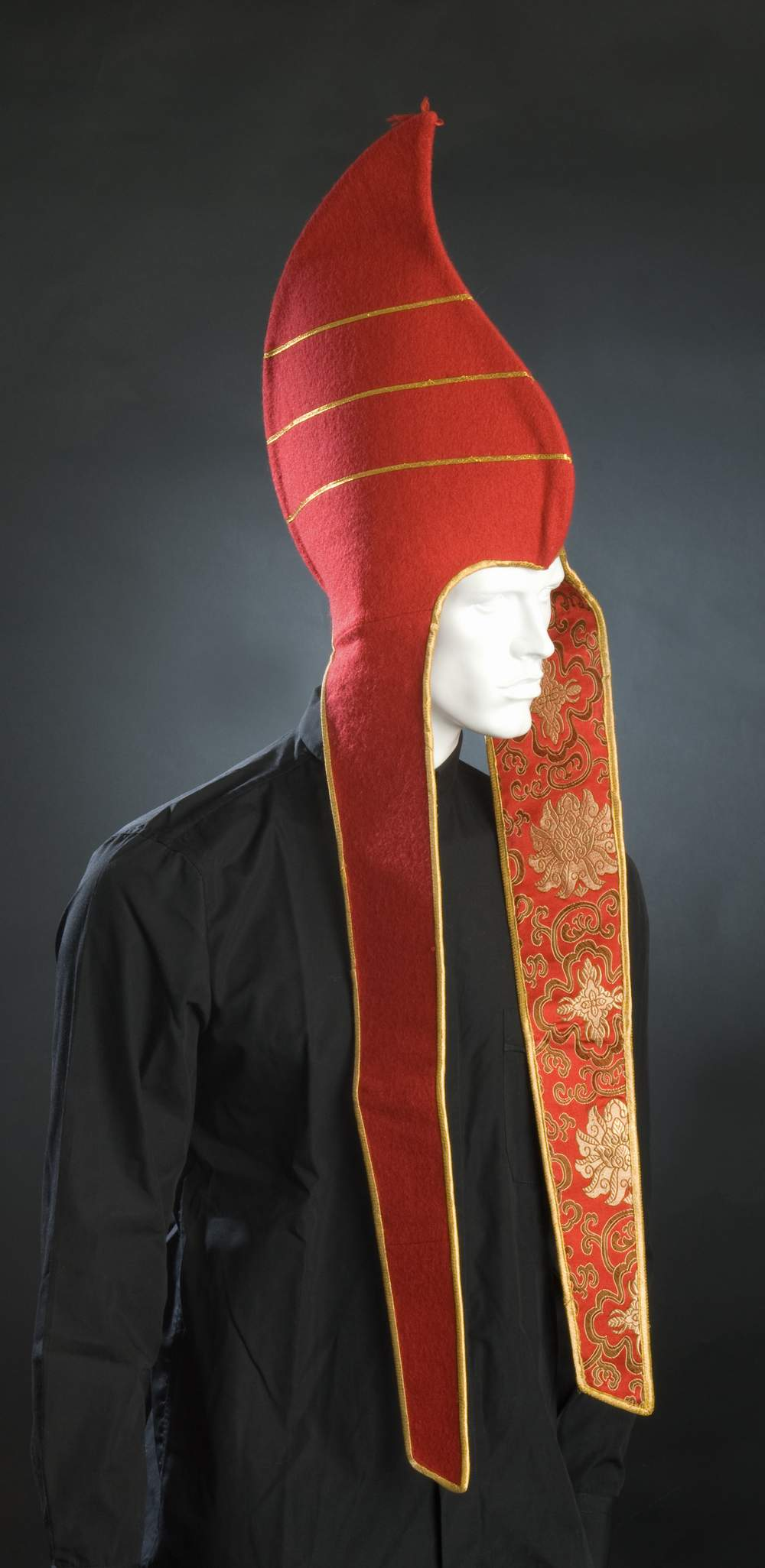
Pan Zva (hoed met de lange oren) - Gedragen in het Tibetaans boeddhisme door de pandita van de Nyingma-school
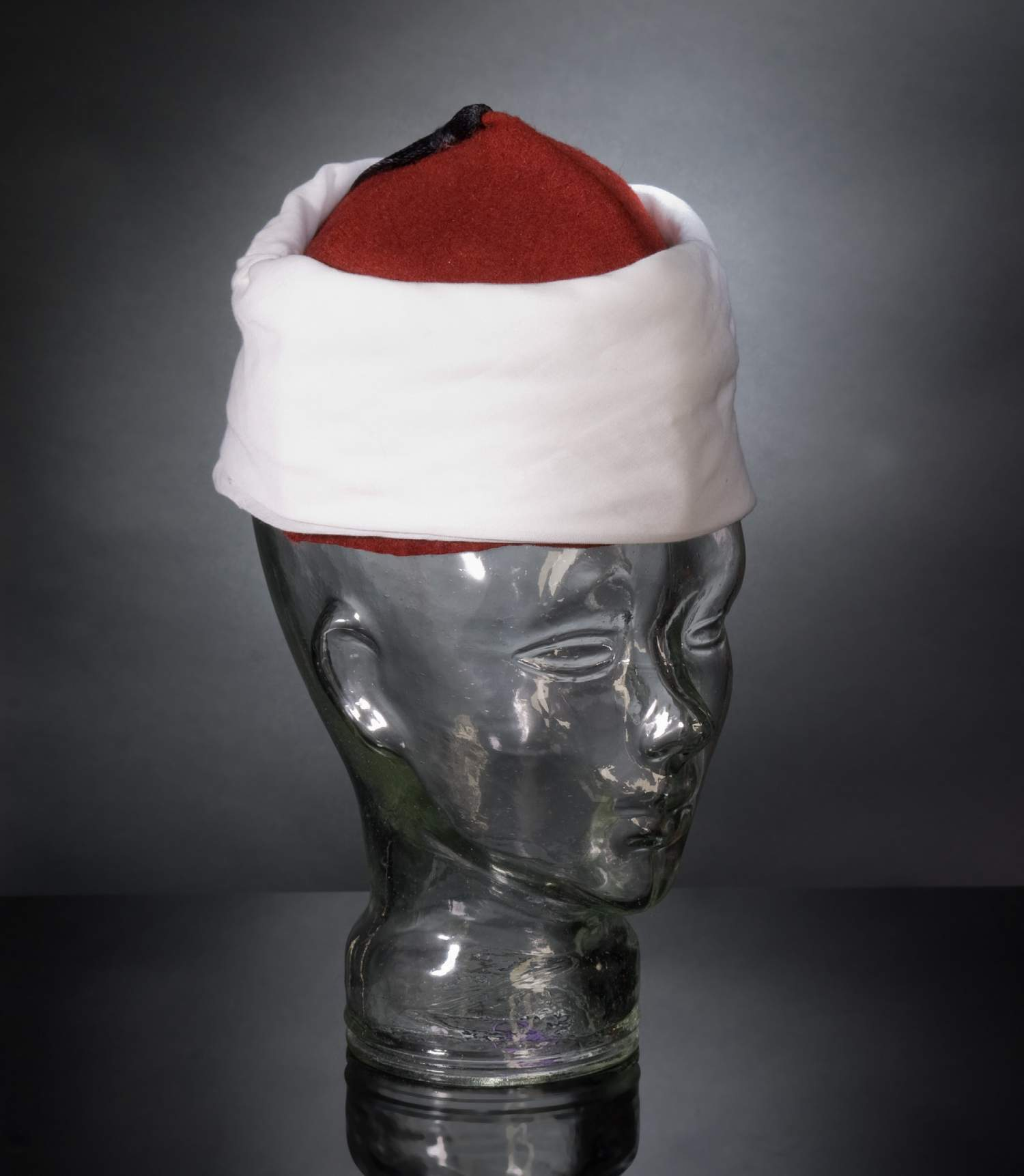
Imam sarik - Gedragen in de islam door voorgangers en imams, voornamelijk in Egypte
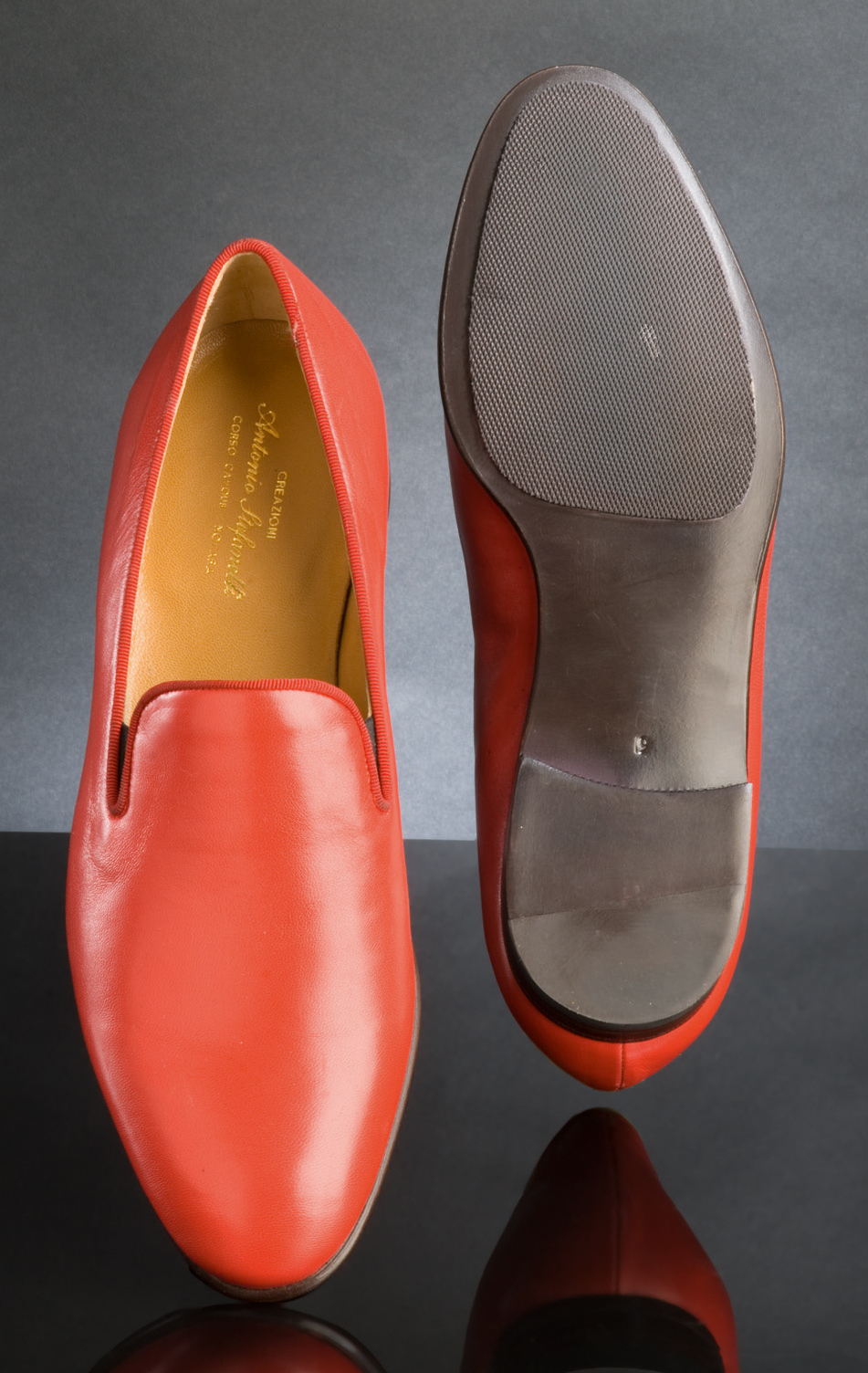
Rode loafers, gemaakt door de pauselijke schoenmaker Adriano Stefanelli, Novara - Gedragen door Z.H. paus Benedictus XVI.